# Destil·lació solar
La destil·lació solar és una manera simple de destil·lar aigua, utilitzant la calor del Sol extraient l'aigua de l'evaporació del sòl humit o de l'aire ambiental per condensar-la en alguna superfície. Els dos tipus més bàsics de destil·ladors solars són: les caixes i les rases de destil·lació. En un destil·lador solar, l'aigua impura és continguda fora del col·lector, on és evaporada per la llum solar que brilla a través del plàstic transparent. El vapor d'aigua pura condensa en la pel·lícula de plàstic i corre pel seu propi pes cap al punt més baix, on és recollida i emmagatzemada. El tipus caixa es basa en el mateix principi, només que utilitza una secció de calaix.
El principi bàsic de la destil·lació d'aigua pel Sol és simple. L'energia del Sol escalfa l'aigua al punt d'evaporació. En evaporar-se l'aigua, el vapor s'eleva condensant-se en la superfície del cristall o del plàstic. El procés elimina totes les impureses, com sals o metalls pesants, i elimina microbis. El resultat final és aigua molt neta.

## Introducció
Les destil·ladores solars s'utilitzen en llocs on és inviable portar-la mitjançant canonades, o extreure-la per pous o emmagatzemar-la per la pluja. En zones devastades, on es perd el subministrament energètic per setmanes, seria una bona solució per subministrar aigua potable.

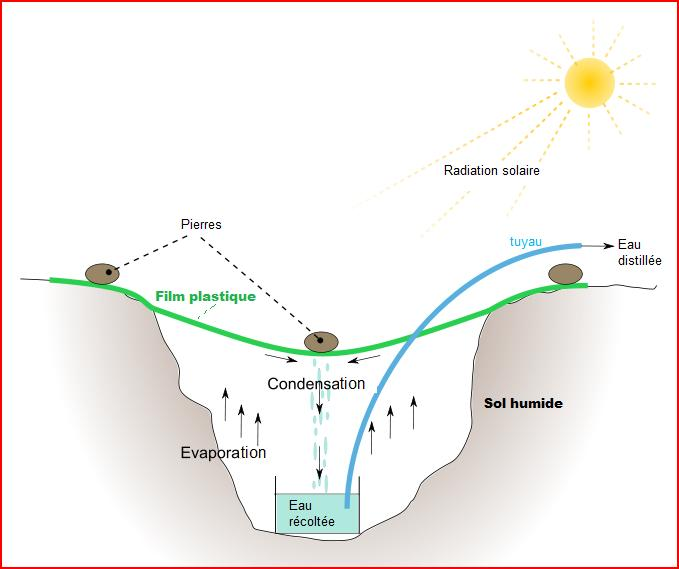
Rasa de condensació

## Consideracions pràctiques
El sistema és ineficient, ja que la quantitat d'aigua que s'ha d'afegir supera enormement la de sortida. A més en ambients desèrtics les necessitats d'aigua poden excedir àmpliament la producció mitjana. En el cas d'un home, aquest necessita uns 4 litres diaris, mentre que la producció mitjana d'un destil·lador diàriament és de 0,2 litres. Fins i tot amb eines, excavar un forat requereix energia i pot fer que una persona perdi molta aigua per transpiració, la qual cosa significa que es necessitarien diversos dies de recol·lecció perquè igualés l'aigua perduda. És per això, que es recomana que un destil·lador solar d'emergència ha de ser utilitzat com a suplement d'altres fonts d'aigua, com osmosi inversa o pastilles de purificació d'aigua.

## Destil·lació d'aigua marina
En 1952 l'exèrcit dels Estats Units va inventar un destil·lador solar portàtil per a pilots perduts a l'oceà, que es componia d'un globus inflable de plàstic de 60 centímetres que surava a l'oceà, amb un tub flexible en un costat. Una borsa separada servia de suport de la borsa exterior. L'aigua de mar s'introduïa per una petita obertura en el fons del globus. L'aigua dolça s'extreia del tub xuclant del fons del globus. En un bon dia es podien extreure 2,4 litres d'aigua, mentres que en un dia ennuvolat es podien extreure fins a 1,4 litres. Si bé s'inclouen destil·ladores en bots salvavides, aquests estan sent substituïts pels equips manuals d'osmosi inversa.

## Destil·lació solar per concentració
La destil·lació solar per concentradors és la que està posada en pràctica de forma industrial de la metodologia de destil·lació solar. En aquest cas es concentren els rajos solars per mitjà de paràboles o mitjos cilindres en punts per on passa l'aigua bruta, la qual en augmentar de temperatura s'evapora podent condensar-se aigua pura.

## Tipologia
El destil·lador de caseta
El destil·lador solar de caseta és el més conegut i difós al món i consisteix en una caseta de material semitransparent, generalment vidre, que es col·loca sobre un gibrell o safata que conté aigua a destil·lar. Per la forma de la caseta i la forma en què aquesta atrapa la calor, provinent de l'energia solar, els ha valgut el nom de “destil·ladores d'hivernacles” o Solar Still en anglès.
El destil·lador de bassa
El destil·lador de bassa o safata es caracteritza per una senzillesa i facilitat de construcció. Està format per una bassa feta generalment amb materials de la construcció (maons o blocs, pedra de sorra), angulars d'acer i làmines de vidres. És una construcció de les més senzilles qque un paleta fa in situ. Es recomana el seu ús en instal·lacions grans fetes amb recursos propis.
Destil·lador de cascada
El destil·lador de cascada pren el nom perquè quan se l'ompleis neteja, l'aigua corre en forma de cascada, però no en el seu funcionament normal, quan l'aigua continguda en el destil·lador està pràcticament estàtica.
La purificació de fluids específicament la dessalació o destil·lació d'aigua, utilitzant com a font energètica la radiació solar, és una tècnica ja desenvolupada amb grans avantatges econòmics, sobretot per l'estalvi d'electricitat o petroli, així com la qualitat de l'aigua obtinguda. Les experiències acumulades són contundents a demostrar que la destil·lació solar de l'aigua de mar o salobre és una opció tecnològica i econòmicament factible.
Els destil·ladors solars poden ser construïts de moltes formes i amb diferents materials, així com poden ser destinats a diferents usos. Poden ser fixos o portàtils, perennes o transitoris. Poden ser construïts massivament en indústries, o d'un en un in situ i fins i tot poden ser de construcció casolana.